# Al-Wakrah SC
L'Al-Wakrah SC (àrab: نادي الوكرة, Nādī al-Wakra, ‘Club d'al-Wakra’) és un club de futbol qatarià de la ciutat d'Al-Wakrah.

## Història
El club es fundà el 1959 amb el nom d'Al Wakrah Youth Club.

## Palmarès
- Lliga qatariana de futbol:[3]

1998–99, 2000–01
- Copa Príncep de la Corona de Qatar:[4]

1999
- Copa del Xeic Jassem de Qatar:[4]

1989, 1991, 1998, 2004
- Copa de les Estrelles de Qatar:[4]

2011
- Segona Divisió:

1984–85, 2018–19

## Jugadors destacats
- Fabrice Akwá
- Frank Leboeuf
- Youssef Chippo
- Ali Rehema
- Emad Mohammed
- Karrar Jassim
- Musaed Neda